# فرودگاه کرایس
فرودگاه کرایس (به انگلیسی: Carajás Airport) (به زبان بومی: Aeroporto de Carajás) یک فرودگاه همگانی مسافربری با کد یاتا CKS است که یک باند فرود آسفالت دارد و طول باند آن ۲۰۰۰ متر است. این فرودگاه در کشور برزیل قرار دارد و در ارتفاع ۶۲۱ متری از سطح دریا واقع شده‌است.

## شرکت‌های هواپیمایی و مقصدهای پروازی
| شرکت‌های هواپیمایی     | مقصدهای پروازی                                                          |
| --------------------- | ----------------------------------------------------------------------- |
| آزول برزیلین ایرلاینز | آراگوینا، ول د کائس، تانکردو نوس، مارابا، مارشال کونیا ماچادو، توکوروئی |
| گول ایر ترنسپورت      | تانکردو نوس، سانتوس دومنت                                               |